# Ponta Alta
A  Ponta Alta é um promontório português localizado na freguesia de São Caetano, concelho da Madalena do Pico, ilha do Pico, arquipélago dos Açores. 
Esta formação geológica localiza-se próxima ao  Porto da Praínha do Galeão, do promontório da Pontinha das Formigas e da Ponta da Faca. É coberto pelo Farol da Ponta de São Mateus, 